# Хассетт, Кевин
Кевин Аллен Хассетт (англ. Kevin Allen Hassett; род. 20 марта 1962, Гринфилд, Массачусетс) — американский экономист, директор Национального экономического совета с 2025, председатель Совета экономических консультантов (2017—2019). Он был главным экономическим советником кандидата в президенты Джона Маккейна (2000) и экономическим советником избирательных кампаний Джорджа Буша (2004) и Маккейна (2008). Он был одним из экономических советников Митта Ромни (2012).

## Биография
Окончил Суортмор-колледж и Пенсильванский университет. С 1989 по 1993 год — доцент экономики, с 1993 по 1994 год — адъюнкт-профессор в Бизнес-школе Колумбийского университета. С 1992 по 1997 год Хассетт работал экономистом в Отделе исследований и статистики в Совете управляющих Федеральной резервной системы. Консультант по вопросам политики в Министерстве финансов Соединенных Штатов во время администраций президентов Буша-старшего и Клинтона.
В 1997 году присоединился к Американскому институту предпринимательства.
Соавтор (вместе с журналистом Дж. Глассманом) книги «Dow 36 000: The New Strategy for Profiting From the Coming Rise in the Stock Market» («Доу 36 000: новая стратегия заработка на предстоящем росте фондового рынка», 1999). Книга посвящена доказательству того, что в 1998—1999 годах после нескольких лет роста акции все ещё были недооценены.
Эксперт в области налогов. Считает, что приток мигрантов в страну положительно отражается на состоянии экономики.

## Сочинения
- James K. Glassman, Kevin A. Hassett Dow 36,000: The New Strategy for Profiting from the Coming Rise in the Stock Market. — New York: Times Books, 1999. — ISBN 0609806998
- Bubbleology: The Amazing Science of Stock Market Bubbles. — Crown Religion, 2002. — ISBN 9781400045129.